# Raoul de Lorraine
Raoul (ou Rodolphe) de Lorraine dit le Vaillant (né en 1320 et mort le 26 août 1346, à la bataille de Crécy), fils du duc Ferry IV de Lorraine et d'Élisabeth d'Autriche, est duc de Lorraine de 1329 à 1346.

## Biographie
À la mort de son père, Raoul (Radulphus ou Rodolphe) n'est âgé que de neuf ans. Par le testament rédigé avant sa mort, c'est Élisabeth qui assure la régence du duché jusqu'en 1334.
En 1337, le comte Henri IV de Bar refuse toujours de lui prêter hommage pour certaines seigneuries. Raoul ravage les environs de Pont-à-Mousson. En représailles, Henri ravage l'ouest du duché. À son tour, Raoul attaque le Barrois. L'intervention du roi de France, Philippe VI de Valois met fin à la guerre.
Le second mariage de Raoul resserre les liens avec le royaume de France. Raoul envoie des troupes pour lever le siège de Tournai et prêter main-forte au roi de France qui fait face à Édouard III d'Angleterre.
Profitant d'une trêve entre les deux royaumes, il combat aux côtés d'Alphonse XI, roi de Castille, opposé au royaume musulman de Grenade. Le 3 novembre 1340, il s'illustre à la bataille de Gibraltar.
Repassant par la France, il aide son beau-frère Charles de Blois dans la guerre de Succession de Bretagne. Une guerre territoriale oppose ensuite le duc Raoul à l’évêque de Metz Adhémar de Monteil en 1342. Le conflit, arbitré par leur puissant voisin, Jean Ier, roi de Bohême et comte de Luxembourg, est réglé en deux temps : il y eut tout d’abord un accord entre le comte de Bar et le duc de Lorraine, le 1er février 1343, puis un accord entre ce dernier et l’évêque de Metz, le 12 avril 1344.
Raoul retourne ensuite aux côtés du roi de France et trouve la mort à la bataille de Crécy, le 26 août 1346. Avec la mort du duc Raoul, la Lorraine perdait « un des plus vaillants et des plus sages princes de son temps », selon Dom Calmet.

## Mariages et enfants

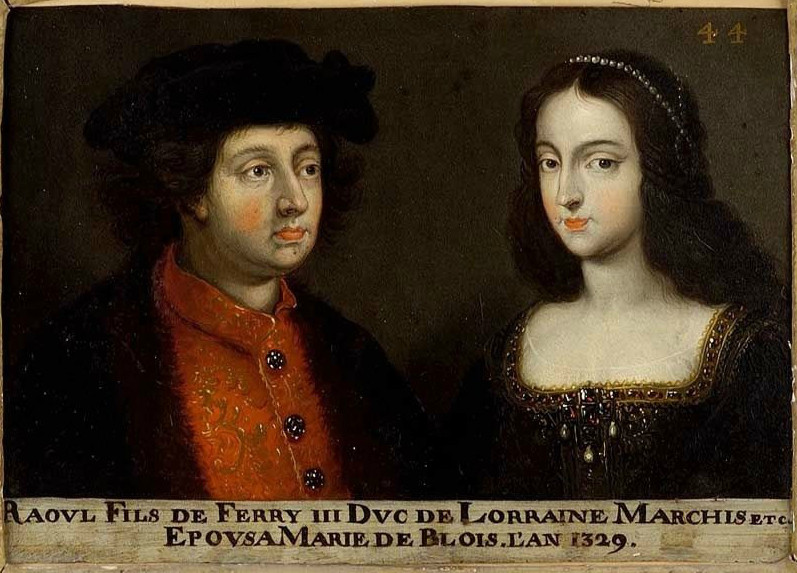
Raoul et son épouse Marie de Blois (XVIIe siècle)

Raoul épouse en premières noces à Pont-à-Mousson en 1329 Aliénor de Bar († 1332), fille d'Édouard Ier, comte de Bar, et de Marie de Bourgogne.
Veuf, il se remarie en 1334 avec Marie de Châtillon (1323 † 1380), fille de Guy Ier de Châtillon, comte de Blois et de Chartres, et de Marguerite de Valois, sœur du roi Philippe VI. Ils eurent :
- deux filles jumelles, nées et mortes en 1343.
- Jean Ier (1346 † 1390), duc de Lorraine.

Cette dernière lui apportait en dot les seigneuries de Boves et de Guise en Picardie : dès lors le comté de Guise se trouve réuni à la Lorraine.

## Postérité
C'est sous son règne en 1339 qu'est fondée la collégiale Saint-Georges de Nancy et créée la foire de Nancy en 1340 (ou 1341), conjointement avec une confrérie des marchands.

## Sources
- Henry Bogdan, La Lorraine des ducs, sept siècles d'histoire, Perrin, 2005 [détail des éditions] (ISBN 2-262-02113-9).